# André Luiz (Fußballspieler, 1980)
André Luiz Silva do Nascimento (* 27. Januar 1980 in São João del Rei) ist ein ehemaliger brasilianischer Fußballspieler. Er spielte vorwiegend in der Abwehr.

## Karriere
Bevor er 2003 zu Atlético Mineiro wechselte, spielte er für den Tupi FC. Im Sommer 2005 unterzeichnete er einen Vertrag beim AS Nancy, mit dem er 2006 die Coupe de la Ligue gewann. Im März 2013 wechselte er in seine brasilianische Heimat zum Zweitligisten Palmeiras São Paulo. Zum Wiederaufstieg in die Série A, steuerte Luiz in 21 Spielen ein Tor bei. Am Ende der Saison 2013 beendete er seine aktive Laufbahn.

## Erfolge
Nancy
- Coupe de la Ligue: 2006

Palmeiras
- Campeonato Brasileiro de Futebol – Série B: 2013